# Saison 1960-1961 de l'AS Saint-Étienne
Chronologie
Saison précédente Saison suivante
Cette page présente la saison 1960-1961 de l'AS Saint-Étienne. Le club évolue en Division 1, en Coupe de France et en Coupe Drago.

## Résumé de la saison
- Le club termine 5e au championnat cette saison. Pourtant, le club est longtemps resté dans la deuxième partie du classement.
- Cette mauvaise partie de championnat sera une des explications du départ de René Vernier en cours de championnat contre entraîneur. C’est un ancien joueur, François Wicart, qui reprend le flambeau.
- Durant cette saison, Pierre Guichard choisit son successeur en tant que Président. Il s’agit d’un industriel local qui s’appelle Roger Rocher.
- Premières apparition de 2 jeunes qui vont faire une belle carrière au sein de l’ASSE et ailleurs : Georges Polny et Aimé Jacquet

## Équipe professionnelle

### Transferts
Sont considérés comme arrivées, des joueurs n’ayant pas joué avec l’équipe 1 la saison précédente.
| Nom                 | Nationalité | Poste     | Transfert | Provenance/Destination | Division      |
| ------------------- | ----------- | --------- | --------- | ---------------------- | ------------- |
| Arrivées            |             |           |           |                        |               |
| Georges Polny       |             | Défenseur | -         | -                      | Formé au club |
| René Fayol          |             | Défenseur | -         | -                      | -             |
| Robert Szczepaniak  |             | Milieu    | -         | -                      | Formé au club |
| Manuel Balboa       |             | Milieu    | -         | -                      | Formé au club |
| Aimé Jacquet        |             | Milieu    | -         | -                      | Formé au club |
| Roland Guillas      |             | Milieu    | Transfert | Bordeaux               | Division 1    |
| Kees Rijvers        |             | Attaquant | Transfert | Feyenoord              | Eredivisie    |
| Départs             |             |           |           |                        |               |
| Robert Philippe     |             | Gardien   | Transfert | US Forbach             | Division 2    |
| Jean-Paul Biscarrat |             | Milieu    | Transfert | RCFC Besançon          | Division 2    |
| Noël Grousseau      |             | Milieu    | -         | -                      | -             |
| Michel Cristobal    |             | Milieu    | Transfert | Lyon                   | Division 1    |
| Yvon Goujon         |             | Attaquant | Transfert | FC Sochaux             | Division 1    |
| Joseph Damai        |             | Attaquant | Transfert | AS Aix                 | Division 2    |
| Léon Glovacki       |             | Attaquant | Transfert | Reims                  | Division 1    |

### Championnat

#### Matchs allers
| Date       | N o | Adversaire            | Lieu | Résultat | Buteurs pour Saint-Étienne          | Points | Classement |
| ---------- | --- | --------------------- | ---- | -------- | ----------------------------------- | ------ | ---------- |
| 21/08/1960 | J01 | Nîmes                 | Dom. | 2 - 1    | Mitoraj 84e, Peyroche 86e           | 2      | 6          |
| 27/08/1960 | J02 | Stade français FC     | Ext. | 5 - 0    | -                                   | 2      | 15         |
| 04/09/1960 | J03 | FC Nancy              | Dom. | 1 – 1    | Guillas 50e                         | 3      | 11         |
| 10/09/1960 | J04 | UA Sedan-Torcy        | Ext. | 2 – 2    | Guillas 16e, Mitoraj 41e            | 4      | 14         |
| 15/09/1960 | J05 | Monaco                | Dom. | 0 - 1    | -                                   | 4      | 16         |
| 18/09/1960 | J06 | RC Lens               | Ext. | 1 - 3    | Coinçon 28e, Liron 39e, Mitoraj 47e | 6      | 11         |
| 19/10/1960 | J07 | Angers SCO            | Dom. | 2 – 2    | cé.Oliver 25e (csc), Rijvers 42e    | 7      | 9          |
| 02/10/1960 | J08 | Olympique lyonnais    | Ext. | 2 – 2    | Ferrier 64e 76e                     | 8      | 13         |
| 09/10/1960 | J09 | FC Grenoble           | Dom. | 3 - 1    | Rijvers 7e 30e, Ferrier 40e         | 10     | 11         |
| 16/10/1960 | J10 | Le Havre AC           | Ext. | 2 - 1    | Liron 87e                           | 10     | 14         |
| 23/10/1960 | J11 | Stade rennais UC      | Dom. | 1 - 3    | Rijvers 19e                         | 10     | 12         |
| 30/10/1960 | J12 | Troyes                | Ext. | 4 - 0    | -                                   | 10     | 13         |
| 01/11/1960 | J13 | RC Paris              | Dom. | 1 - 2    | Rijvers 28e                         | 10     | 15         |
| 06/11/1960 | J14 | Toulouse              | Ext. | 0 - 1    | Coinçon 3e                          | 12     | 13         |
| 11/11/1960 | J15 | OGC Nice              | Dom. | 0 – 0    | -                                   | 13     | 13         |
| 13/11/1960 | J16 | Stade de Reims        | Ext. | 0 - 1    | Liron 76e                           | 15     | 13         |
| 20/11/1960 | J17 | US Valenciennes-Anzin | Dom. | 1 - 0    | Guillas 41e                         | 17     | 11         |
| 27/11/1960 | J18 | FC Rouen              | Ext. | 1 - 0    | -                                   | 17     | 12         |
| 04/12/1960 | J19 | Limoges FC            | Ext. | 1 – 1    | Coinçon 83e                         | 18     | 12         |

#### Matchs retours
| Date       | N o | Adversaire            | Lieu | Résultat | Buteurs pour Saint-Étienne                                                   | Points | Classement |
| ---------- | --- | --------------------- | ---- | -------- | ---------------------------------------------------------------------------- | ------ | ---------- |
| 19/01/1961 | J20 | FC Rouen              | Dom. | 1 – 1    | Ferrier 10e                                                                  | 19     | 11         |
| 25/12/1960 | J21 | US Valenciennes-Anzin | Ext. | 3 - 1    | Guillas 44e                                                                  | 19     | 16         |
| 01/01/1961 | J22 | Stade français FC     | Dom. | 2 - 0    | Herbin 77e, Balboa 83e                                                       | 21     | 15         |
| 08/01/1961 | J23 | RC Lens               | Dom. | 1 - 0    | Domingo 40e                                                                  | 23     | 13         |
| 22/01/1961 | J24 | FC Grenoble           | Ext. | 1 – 1    | Peyroche 7e                                                                  | 24     | 11         |
| 29/01/1961 | J25 | Troyes                | Dom. | 7 - 1    | Peyroche 24e (pen.), Liron 34e 40e, Rijvers 55e, Guillas 73e, Bordas 81e 86e | 26     | 8          |
| 05/02/1961 | J26 | Stade rennais UC      | Ext. | 2 – 2    | Liron 2e, Peyroche 32e                                                       | 27     | 8          |
| 12/02/1961 | J27 | OGC Nice              | Ext. | 1 - 0    | -                                                                            | 27     | 8          |
| 26/02/1961 | J28 | Stade de Reims        | Dom. | 3 - 1    | Ferrier 17e 29e, Bordas 54e                                                  | 29     | 8          |
| 12/03/1961 | J29 | Limoges FC            | Dom. | 3 - 1    | Liron 35e, Peyroche 52e, Masson 65e                                          | 31     | 8          |
| 19/03/1961 | J30 | Angers SCO            | Ext. | 2 - 4    | Masson 13e, Liron 14e, Peyroche 22e, Guillas 89e                             | 33     | 8          |
| 09/04/1961 | J31 | Olympique lyonnais    | Dom. | 4 - 2    | Rijvers 2e, Balboa 6e, Peyroche 7e 85e                                       | 35     | 7          |
| 23/04/1961 | J32 | UA Sedan-Torcy        | Dom. | 0 – 0    | -                                                                            | 36     | 8          |
| 30/04/1961 | J33 | FC Nancy              | Ext. | 2 – 2    | Liron 31e 42e                                                                | 37     | 6          |
| 10/05/1961 | J34 | RC Paris              | Ext. | 4 - 2    | Rijvers 22e 71e                                                              | 37     | 6          |
| 14/05/1961 | J35 | Le Havre AC           | Dom. | 2 - 1    | Ferrier 3e, Rijvers 80e                                                      | 39     | 6          |
| 20/05/1961 | J36 | Monaco                | Ext. | 0 - 3    | -                                                                            | 39     | 6          |
| 28/05/1961 | J37 | Toulouse              | Dom. | 1 - 0    | Jacquet 78e                                                                  | 41     | 6          |
| 03/06/1961 | J38 | Nîmes                 | Ext. | 0 - 2    | Veggia 18e 59e                                                               | 43     | 5          |

#### Classement final
En cas d'égalité entre deux clubs, le premier critère de départage est la moyenne de buts.
| Rang | Équipe                 | Pts | J  | G  | N  | P  | Bp | Bc  | GA    |
| ---- | ---------------------- | --- | -- | -- | -- | -- | -- | --- | ----- |
| 1    | AS Monaco FC           | 57  | 38 | 26 | 5  | 7  | 77 | 42  | 1,833 |
| 2    | RC Paris               | 56  | 38 | 23 | 10 | 5  | 93 | 57  | 1,632 |
| 3    | Stade de Reims T       | 50  | 38 | 23 | 4  | 11 | 78 | 44  | 1,773 |
| 4    | FC Rouen P             | 46  | 38 | 21 | 4  | 13 | 56 | 42  | 1,333 |
| 5    | AS Saint-Étienne       | 43  | 38 | 16 | 11 | 11 | 60 | 54  | 1,111 |
| 6    | Nîmes Olympique        | 42  | 38 | 17 | 8  | 13 | 70 | 61  | 1,148 |
| 7    | Angers SCO             | 40  | 38 | 16 | 8  | 14 | 64 | 56  | 1,143 |
| 8    | FC Nancy P             | 39  | 38 | 13 | 13 | 12 | 55 | 52  | 1,058 |
| 9    | UA Sedan-Torcy C       | 38  | 38 | 15 | 8  | 15 | 64 | 63  | 1,016 |
| 10   | RC Lens                | 37  | 38 | 14 | 9  | 15 | 50 | 54  | 0,926 |
| 11   | Le Havre AC            | 36  | 38 | 13 | 10 | 15 | 61 | 62  | 0,984 |
| 12   | Toulouse FC            | 36  | 38 | 13 | 10 | 15 | 49 | 58  | 0,845 |
| 13   | OGC Nice               | 34  | 38 | 13 | 8  | 17 | 66 | 73  | 0,904 |
| 14   | Stade rennais UC       | 34  | 38 | 12 | 10 | 16 | 52 | 59  | 0,881 |
| 15   | Olympique lyonnais     | 34  | 38 | 13 | 8  | 17 | 60 | 71  | 0,845 |
| 16   | Stade français FC      | 32  | 38 | 12 | 8  | 18 | 52 | 59  | 0,881 |
| 17   | FC Grenoble P          | 31  | 38 | 8  | 15 | 15 | 47 | 55  | 0,855 |
| 18   | Limoges FC             | 30  | 38 | 11 | 8  | 19 | 55 | 69  | 0,797 |
| 19   | US Valenciennes-Anzin  | 30  | 38 | 12 | 6  | 20 | 35 | 57  | 0,614 |
| 20   | AS Troyes-Savinienne P | 15  | 38 | 5  | 5  | 28 | 52 | 108 | 0,481 |

Victoire à 2 points
Qualifications européennes
- 1er : qualifié pour la Coupe des clubs champions européens
- Vainqueur de la Coupe de France : qualifié pour la Coupe d'Europe des vainqueurs de coupe

Relégation
- 17e, 18e, 19e et 20e : relégation en Division 2

Abréviations
T : Tenant du titre

C : Vainqueur de la Coupe de France 1960-61

P : Promus de Division 2
- Les quatre premiers du classement de D2 obtiennent la montée en D1, à savoir le SO Montpellier, le FC Metz, le FC Sochaux et le RC Strasbourg.

### Coupe de France

#### Tableau récapitulatif des matchs
| Date       | N o              | Adversaire            | Lieu                        | Résultat | Buteurs pour Saint-Étienne           | Suite                           |
| ---------- | ---------------- | --------------------- | --------------------------- | -------- | ------------------------------------ | ------------------------------- |
| 15/01/1961 | 32èmes de finale | FC Nantes             | Stade Jean-Bouin,Angers     | 1 - 0    | Peyroche 61e                         | Qualifiés pour le prochain tour |
| 12/02/1961 | 16èmes de finale | US Valenciennes-Anzin | Stade Malakoff,Nantes       | 1 - 0    | Mitoraj 3e                           | Qualifiés pour le prochain tour |
| 05/03/1961 | 8èmes de finale  | FC Sochaux            | Stade de Gerland,Lyon       | 3 - 1    | Peyroche 19e, Liron 60e, Ferrier 68e | Qualifiés pour le prochain tour |
| 26/03/1961 | Quarts de finale | Bordeaux              | Stadium municipal, Toulouse | 2 – 2    | Masson 10e, Ferrier 21e              | Match à rejouer                 |
| 06/04/1961 | Quarts de finale | Bordeaux              | Parc des Princes, Paris     | 1 – 1    | Domingo 80e                          | Match à rejouer                 |
| 12/04/1961 | Quarts de finale | Bordeaux              | Stade Bauer,Saint-Ouen      | 0- 2     | -                                    | Éliminés                        |

### Coupe Drago

#### Tableau récapitulatif des matchs
| Date       | N o          | Adversaire | Lieu                         | Résultat | Buteurs pour Saint-Étienne | Suite    |
| ---------- | ------------ | ---------- | ---------------------------- | -------- | -------------------------- | -------- |
| 16/04/1961 | 8e de finale | FC Sochaux | Stade Auguste-Bonal, Sochaux | 4- 0     | -                          | Éliminés |

### Statistiques

#### Équipe-type
| \| Abbes (Donoyan) (Sbaïz) Tylinski Fayol Casado Bordas Domingo Ferrier Guillas Liron Peyroche Rijvers \| Équipe-type de la saison 1960-1961 |
| Abbes (Donoyan) (Sbaïz) Tylinski Fayol Casado Bordas Domingo Ferrier Guillas Liron Peyroche Rijvers                                          |

#### Buteurs
| Place | Nom                  | Division 1 | Coupe de France | TOTAL des BUTS |
| 1     | Ginès Liron          | 10 buts    | 1 but           | 11 buts        |
| 2     | Georges Peyroche     | 8 buts     | 2 buts          | 10 buts        |
| 2     | Kees Rijvers         | 10 buts    | -               | 10 buts        |
| 4     | René Ferrier         | 7 buts     | 2 buts          | 9 buts         |
| 5     | Roland Guillas       | 6 buts     | -               | 6 buts         |
| 6     | Roland Mitoraj       | 3 buts     | 1 but           | 4 buts         |
| 7     | Gérard Coinçon       | 3 buts     | -               | 3 buts         |
| 7     | Jean-Baptiste Bordas | 3 buts     | -               | 3 buts         |
| 7     | Jean Masson          | 2 buts     | 1 but           | 3 buts         |
| 10    | René Domingo         | 1 but      | 1 but           | 2 buts         |
| 10    | Manuel Balboa        | 2 buts     | -               | 2 buts         |
| 10    | Jacques Veggia       | 2 buts     | -               | 2 buts         |
| 13    | Robert Herbin        | 1 but      | -               | 1 but          |
| 13    | Aimé Jacquet         | 1 but      | -               | 1 but          |
| #     | contre son camp      | 1 but      | -               | 1 but          |
| Total | 14 buteurs           | 60 buts    | 8 buts          | 68 buts        |

Date de mise à jour : le 20 novembre 2014.

#### Affluences
Affluence de l'AS Saint-Étienne à domicile

### Équipe de France
5  stéphanois auront les honneurs de l’Equipe de France cette saison : René Ferrier  avec  5 sélections, Roland Guillas avec 3 sélections, Richard Tylinski avec 2 sélections et une sélection pour Georges Peyroche et Robert Herbin
| Joueurs          | Position  | Date       | Lieu             | Adversaire  | Type rencontre               | Score | Temps de jeu | Buts |
| René Ferrier     | Milieu    | 06.07.1960 | Parc des Princes | Yougoslavie | Championnat d’Europe         | 4 - 5 | 90           | -    |
| René Ferrier     | Milieu    | 25.09.1960 | Helsinki         | Finlande    | Eliminatoires Coupe du monde | 1 - 2 | 90           | -    |
| René Ferrier     | Milieu    | 28.09.1960 | Varsovie         | Pologne     | Amical                       | 2 – 2 | 90           | -    |
| René Ferrier     | Milieu    | 12.10.1960 | Bâle             | Suisse      | Amical                       | 6 - 2 | 90           | -    |
| René Ferrier     | Milieu    | 02.04.1961 | Madrid           | Espagne     | Amical                       | 2 - 0 | 59           | -    |
| Roland Guillas   | Attaquant | 25.09.1960 | Helsinki         | Finlande    | Eliminatoires Coupe du monde | 1 - 2 | 90           | -    |
| Roland Guillas   | Attaquant | 28.09.1960 | Varsovie         | Pologne     | Amical                       | 2 – 2 | 90           | 84e  |
| Roland Guillas   | Attaquant | 02.04.1961 | Madrid           | Espagne     | Amical                       | 2 - 0 | 90           | -    |
| Richard Tylinski | Défenseur | 28.09.1960 | Varsovie         | Pologne     | Amical                       | 2 – 2 | 90           | -    |
| Richard Tylinski | Défenseur | 12.10.1960 | Bâle             | Suisse      | Amical                       | 6 - 2 | 90           | -    |
| Robert Herbin    | Milieu    | 06.07.1960 | Parc des Princes | Yougoslavie | Championnat d’Europe         | 4 - 5 | 90           | -    |
| Georges Peyroche | Milieu    | 12.10.1960 | Bâle             | Suisse      | Amical                       | 6 - 2 | 90           | -    |

2  stéphanois auront les honneurs de l’Equipe de France Espoirs cette saison : Robert Herbin et Gérard Coinçon
| Joueurs        | Position  | Date       | Lieu    | Adversaire | Type rencontre | Score | Temps de jeu | Buts |
| Gérard Coinçon | Attaquant | 12.10.1960 | Nimègue | Pays-Bas   | Amical         | 4 - 1 | 90           | 80e  |
| Robert Herbin  | Milieu    | 11.12.1960 | Nice    | Grèce      | Amical         | 0 – 0 | 90           | -    |